# F4 (プロレス)
F4（エフフォー）は、小島聡が率いる全日本プロレスのプロレスラーユニット。「FRIEND（仲間）」、「FIGHT（戦い）」、「FAN（ファン）」、「FUTURE（未来）」の4つの頭文字より「F4」と名づけた。

## 結成の経緯
2008年、VOODOO-MURDERS（以下、本文中で同ユニットをVMの略称で呼ぶ事がある）を脱退した小島が8月シリーズ開幕戦でTARUと激突。小島もいつものように反則、セコンド介入などにより不利になったが天山広吉、KAI、大和ヒロシが小島の救援に駆けつけた。その後、バックステージでKAIと大和がユニット結成を直訴し、シリーズ中に本格的に活動を開始する。

## 経歴
- 2008年8月、結成
- 9月13日、後楽園ホール大会にてユニット名を発表。
- 10月13日、新日本プロレス両国大会に参戦。G・B・Hと対戦するが、敗北してしまう。
- 12月14日、後楽園ホールのファン感謝祭でデート争奪戦の「F4 3wayマッチ」で大和ヒロシが勝利した。しかし、デートをしたのは男の人であった。
- 2009年9月13日、ゾディアックが加入。それ以降、VMとの抗争が激しくなり9月23日にVMとの全面対抗キャプテンフォール・イリミネーションマッチが行なわれた。この時は小島がTARUからフォール勝ちして抗争は終わったかのように見えた。

しかし、この年に行われた最強タッグ決定リーグ戦では小島がゾディアックと組んで出場したが、ジョー・ドーリングからフォール負けしたことにより小島とドーリングの三冠ヘビー級選手権試合が組まれることになった。TARUから「小島が負けたらF4を解散しろ!」と揶揄された。試合は、小島が勝って初防衛を果たしたが、2月7日に敗者チーム解散キャプテンフォール・イリミネーションマッチとして行なわれることになった。最後は小島とTARUの一騎討ちになるもTARUドリラーに沈み、僅か1年半での活動に終止符を打った。

## メンバー
- 小島聡（リーダー）
- ゾディアック
- KAI
- 大和ヒロシ

### 共闘レスラー
- 天山広吉（新日本プロレス）

## タイトル歴
全日本プロレス
- 三冠ヘビー級王座 - 小島聡（第40代）
- 世界最強タッグ決定リーグ戦優勝 - 小島聡&天山広吉（2008年）

新日本プロレス
- G1 TAG LEAGUE優勝 - 小島聡&天山広吉（2008年）

## 備考
- イメージカラーは、元来の小島のカラーのオレンジ、それにKAIと大和の黒とイエローを足して、全日本プロレスでもかなり華やかな色合いである。
- 9月28日、横浜で共闘した天山はユニット名の由来を、「友達（Friend）が4人でF4」と勘違いしていた。